# Provincia di Corrientes
Corrientes (in guaranì correntino Taragui Tetãmini) è una provincia dell'Argentina, situata a nordest tra due fiumi (il fiume Paraná al ovest e nord e al est il fiume Uruguay, che confina con (a partire da Nord, in senso orario): il Paraguay, la provincia di Misiones, il Brasile e le province Entre Ríos, Santa Fe e Chaco.
Oltre allo spagnolo, la Provincia di Corrientes ha la lingua Guaraní come ufficiale nel 2004; essendo "Taragui Tetãmini" il nome ufficiale alternativo.
Fino al 2010 era l'unica provincia con una lingua co-ufficiale, aggiungendo la Provincia del Chaco in quell'anno.

## Geografia

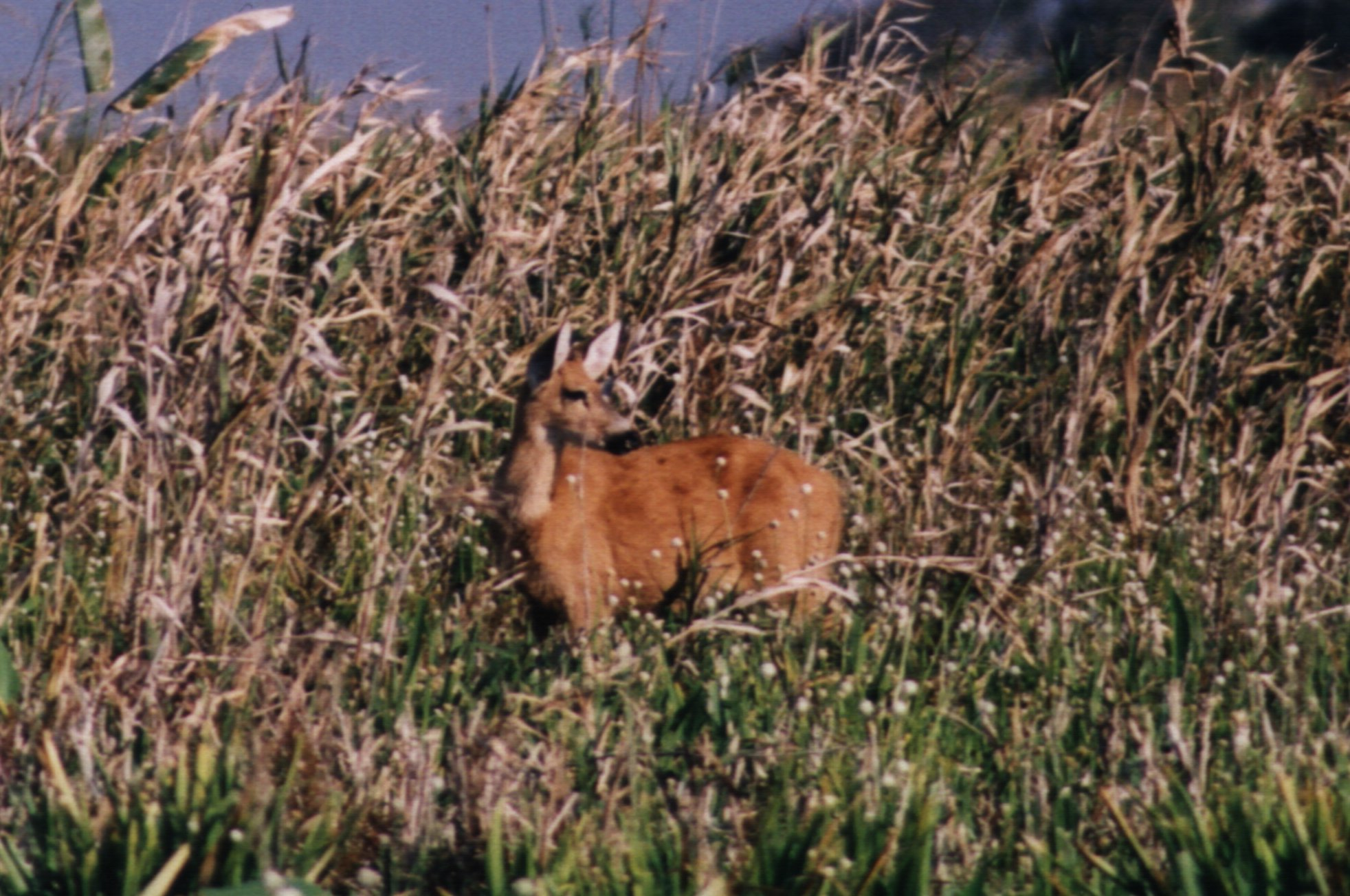
Femmina di cervo dei pantani, Blastoceros dichotomous, negli "estuari "dell'Iberá (esteros del Iberá)

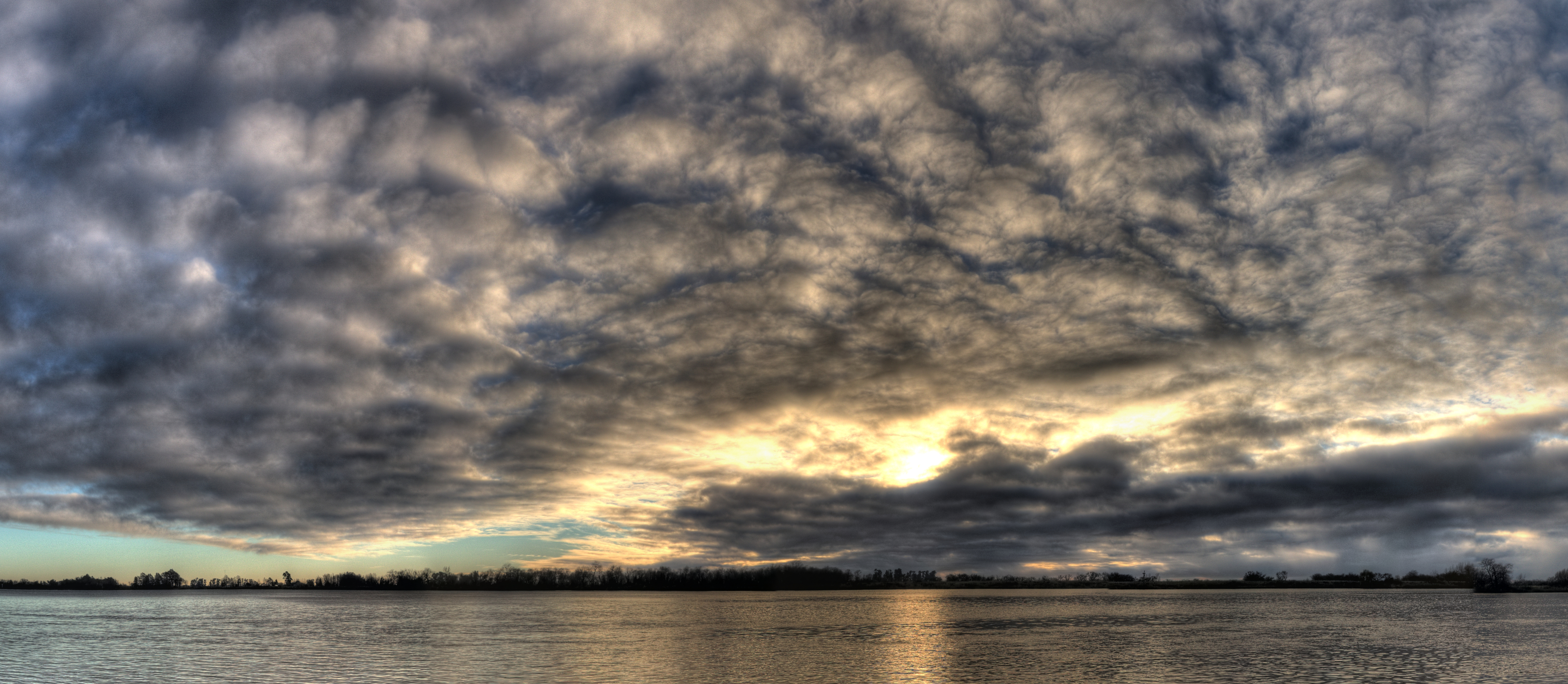
Il grande fiume Paraná.

Questa provincia è il massimo esponente della Mesopotamia argentina poiché si trova quasi totalmente circondata di fiumi grandi e medi, e nella sua depressione centrale si trovano gli enormi pantani chiamati dell'Iberá. Al sud dell'Iberá si trova un altopiano (meseta) coperto di selve chiamate del Payubré.

## Dipartimenti

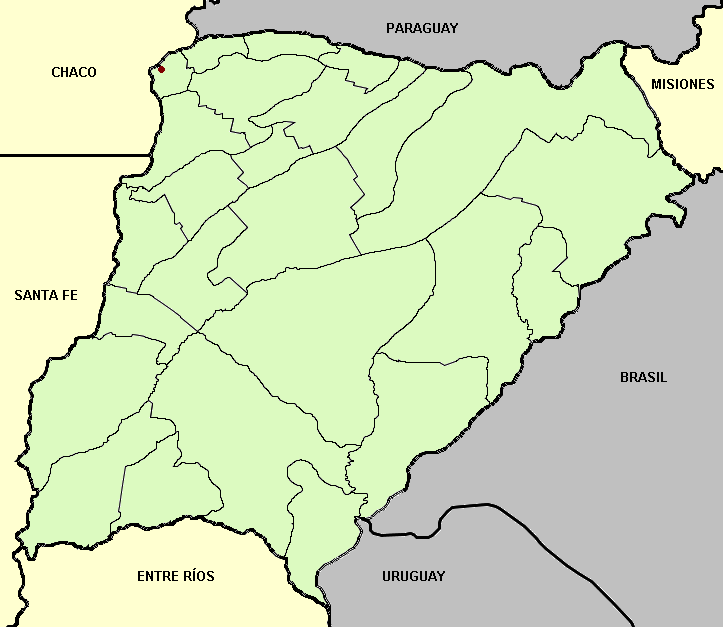
Provincia di Corrientes, dipartimenti e capoluogo

La provincia è divisa in 25 dipartimenti:
1. Bella Vista (Bella Vista)
2. Berón de Astrada (Berón de Astrada)
3. Capital (Corrientes)
4. Concepción (Concepción Yaguareté-Corá)
5. Curuzú Cuatiá (Curuzú Cuatiá)
6. Empedrado (Empedrado)
7. Esquina (Esquina)
8. General Alvear (Alvear)
9. General Paz (Nuestra Señora del Rosario de Caá Catí)
10. Goya (Goya)
11. Itatí (Itatí)
12. Ituzaingó (Ituzaingó)
13. Lavalle (Santa Lucía)
14. Mburucuyá (Mburucuyá)
15. Mercedes (Mercedes)
16. Monte Caseros (Monte Caseros)
17. Paso de los Libres (Paso de los Libres)
18. Saladas (Saladas)
19. San Cosme (San Cosme)
20. San Luis del Palmar (San Luis del Palmar)
21. San Martín (La Cruz)
22. San Miguel (San Miguel)
23. San Roque (San Roque)
24. Santo Tomé (Santo Tomé)
25. Sauce (Sauce)

Ogni dipartimento provinciale è suddiviso in comuni (municipios) i quali, a loro volta, a seconda del numero di abitanti, si distinguono in comuni di prima, seconda o terza categoria.